# Fryszerka (Młynek)
Fryszerka (dawn. Błonie-Fryszerka) – część wsi Młynek w Polsce, położona w województwie łódzkim, w powiecie opoczyńskim, w gminie Żarnów, nad rzeką Czarną Konecką.
Słabo zaludniona, skład się zaledwie z dwóch gospodarstw. Znacznie oddalona do Młynka. Stanowi jedno skupisko osadnicze z południowymi gospodarstwami wsi Klew-Kolonia, położonymi w specyficznym "ogonie" miejscowości nad Czarną.
Wierni Kościoła rzymskokatolickiego należą do parafii św. Łukasza w Skórkowicach.

## Historia
Dawna kolonia o nazwie Błonie-Fryszerka. W 1933 roku ustanowiło gromadę o nazwie Błonie-Fryszerka w gminie Machory (powiat opoczyński, województwo kieleckie), lecz już 1 kwietnia 1938 gromadę zniesiono włączając ją do  gromady Młynek.
W latach 1975–1998 miejscowość należała administracyjnie do województwa piotrkowskiego.